# Аравали
Арава́ли (англ. अरावली — «горная цепь», англ. Aravalli Range (Aravali)) — горный хребет, расположенный на северо-западе полуострова Индостан, в Западной Индии и восточном Пакистане. Простирается на 725 км с юго-запада на северо-восток через штаты Раджастхан, Харьяна и Гуджарат в Индии. На северо-западе хребет разделяет пустыню Тар, а на юго-востоке — плато Малва. Высоты горных вершин и холмов возрастают от 300 м на северо-востоке до максимальной высоты в 1722 м (гора Гуру Шикхар) на юго-западе. Хребет сложен древними кристаллическими породами. Ландшафты полупустынные и пустынные.